# Jud Süß (1934)
Jud Süß (Originaltitel: Jew Süss) ist ein britischer Spielfilm aus dem Jahre 1934 von Lothar Mendes nach der gleichnamigen Vorlage von Lion Feuchtwanger. Die Titelrolle spielt Conrad Veidt.

## Handlung
Württemberg, im Jahre 1730. Die Juden des Herzogtums sind gezwungen, im Ghetto zu leben. Joseph Süß-Oppenheimer will sich diesem Dekret nicht länger beugen und überlegt, wie er das schwere Schicksal seiner Glaubensbrüder in Zukunft mildern und den Jungen unter ihnen eine bessere Zukunft ermöglichen kann. Dabei hat er durchaus auch seinen eigenen Vorteil im Sinn: Er wolle Macht, erklärt er seinem Vertrauten, dem alten Juden Landauer. Und so schleicht sich Süß-Oppenheimer eines Tages auf ein Fest, bei dem auch der Vetter des alten Herzogs anwesend ist. Er macht sich mit ihm bekannt und hilft dem zukünftigen Landesfürsten beim Glücksspiel finanziell aus der Patsche. Der erste Schritt zum gesellschaftlichen Aufstieg ist getan; bald macht sich Süß-Oppenheimer für den finanziell stets klammen Karl Alexander unentbehrlich. Als der regierende Erbherzog stirbt, folgt ihm Karl Alexander auf den Thron. Damit ergeben sich für Süß-Oppenheimer ungeahnte Möglichkeiten. Der neue Herzog ist verschwendungssüchtig und charakterschwach, und so gerät dieser mehr und mehr unter den Einfluss von Süß, der ihn kontinuierlich mit Geld versorgt und ihn mit Geschenken für sich und seine Sache, die zuallererst auch die der Ghettojuden ist, beeinflusst.
Die herzöglichen Krönungsfeierlichkeiten, die persönlichen Ausgaben des neuen Herzogs und seiner gleichfalls auf sehr großem Fuße lebenden Gattin sowie der Wunsch des Landesfürsten nach einer größeren Armee: all diese Extravaganzen verschlingen Unsummen – Geld, das der Herzog nicht hat und das ihm nun Süß-Oppenheimer besorgen soll. Dieser hat sich mittlerweile im luxuriösen Umfeld des Landesfürsten niedergelassen und seinen alten Vertrauten Landauer zu sich geholt. Als Süß’ hübsche Tochter Naomi ihn besucht und ihren Vater bittet, mit ihr ins Ghetto zurückzukehren, hat sich Süß-Oppenheimer längst den Annehmlichkeiten im Zentrum weltlicher Macht hingegeben und bleibt. Er bändelt jetzt auch mit Frauen des Hofstaates an, wie der angesehenen Demoiselle Weissensee, gibt aber, um seine Position nicht zu gefährden, zähneknirschend dem Drängen Karl Alexanders nach, ihm bei der Dame den Vortritt zu lassen, als Süß-Oppenheimer die junge Frau in sein Boudoir bittet.
Allmählich beginnt die Stimmung in der Bevölkerung zu kippen. Seitdem sich die Juden auch außerhalb ihres Ghettos als Geschäftsleute betätigen dürfen, werden sie immer mehr zu einer unliebsamen Konkurrenz für die einfachen Handeltreibenden. Pogromstimmung macht sich schließlich breit, als in einem jüdischen Geschäft ein blutgetränktes Tuch gefunden wird. Es wird behauptet, es handele sich um das Blut eines mutmaßlich in einem jüdischen Ritual gemeuchelten Christenkindes. Beschuldigt wird ein Jude namens Seligmann, der alsbald zum Tode verurteilt wird. In dieser aufgeheizten Situation verlangt Landauer von Süß, sich beim Herzog für den Todgeweihten einzusetzen. Tatsächlich erreicht Süß-Oppenheimer beim Herzog die Begnadigung Seligmanns, doch erst, nachdem er vor seinem Landesfürsten mit Rücktritt gedroht hat. Die Juden feiern daraufhin ihren wichtigsten Fürsprecher bei seiner vorübergehenden Heimkehr ins Ghetto überschwänglich.
Es kommt einem Schock gleich, als Süß-Oppenheimers Onkel, Rabbi Gabriel, ihm alte, an seine Mutter geschriebene Briefe vorlegt. Diese stammen von einem Marschall von Heidersdorf, der der tatsächliche Vater von Joseph Süß-Oppenheimer sein soll. Damit wäre er überhaupt kein Jude! Bald darauf trifft auch der Herzog im Ghetto ein und lernt im Hause Süß-Oppenheimers Naomi kennen, an der er sofort Gefallen findet. Als er ihr eines Nachts nachstellt, flüchtet sie auf das Dach und stürzt sich in den Tod. Ihr heimkehrender Vater bricht an der Seite ihres leblosen Körpers zusammen, als er seine Tochter aufgebahrt liegen sieht. Er erfährt, dass Karl Alexander für den Tod Naomis verantwortlich ist, und geht nur zum Schein darauf ein, weiterhin in dessen Diensten zu wirken. Um ihn zum Stillschweigen zu veranlassen, ernennt der Herzog ihn kurzerhand zum Herrn über seine Finanzen. In dieser Funktion setzt Süß-Oppenheimer nun alles daran, seinem Gönner und Mitwisser zu schaden und ihn beim Volk zu desavouieren. Er erhöht die Steuern drastisch und verfügt, dass jeder, der seine Steuern nicht zahlen kann, mit seinem Hab und Gut zu haften habe. Daraufhin werden zahllose Haushalte von den Bütteln des Herzogs kurzerhand leergeräumt, und das Volk beginnt allmählich aufzubegehren.
Aus blankem Hass gegenüber seinem Mentor und Förderer wird Süß-Oppenheimer immer mehr zum falschen Einflüsterer. Er fordert den zögerlichen Karl Alexander auf, die Verfassung zu brechen, mit seinen Soldaten das aufbegehrende Parlament zu besetzen und sich schließlich zum König von Württemberg ausrufen zu lassen. Als Süß-Oppenheimer Karl Alexander auch noch eine Liste mit Namen von zu verhaftenden Personen vorlegt, fügt der Herzog kurzerhand Süß-Oppenheimers Namen hinzu und unterschreibt diese. Die Liste wiederum bringt Demoiselle Weissensee, die den Herzog seit seinen Zudringlichkeiten zutiefst hasst, Süß-Oppenheimer, damit dieser erkennt, dass er fliehen müsse. Als Süß-Oppenheimer dem Herzog bei einer Putschfeier selbstzufrieden mitteilt, dass der von Süß-Oppenheimer ausgedachte Staatsstreich in Stuttgart – ganz wie er insgeheim geplant hat – fehlgeschlagen ist, erleidet Karl Alexander einen Herzinfarkt und stirbt. Kurz zuvor hat Süß dem sterbenden Herzog triumphierend mitgeteilt, dass dieser nur Teil eines Planes gewesen sei, um seine Tochter Naomi zu rächen.
Um die gescheiterten Putschisten rund um den toten Herzog nicht mit ins Verderben zu ziehen, fordert Joseph Süß-Oppenheimer diese auf, ihn sofort zu verhaften. Daraufhin wird er vor Gericht gestellt. Da man ihm nichts vorwerfen kann, was eine Verurteilung rechtfertigen würde, versuchen die Richter, ihm als Juden verbotene sexuelle Kontakte mit einer Christin nachzuweisen. Seine Verurteilung zum Tode ist beschlossene Sache. Im Hof bei Schneegestöber wird der verurteilte Delinquent vor einer johlenden Masse in einen Eisenkäfig mit aufklappbarem Boden gesperrt und bekommt einen Strick um den Hals gelegt. Schließlich wird der Käfig in lichte Höhen gezogen. Eine kleine Gruppe anwesender Juden stimmt in klagender Weise das Gebet Schma Jisrael an, und Joseph Süß-Oppenheimer stimmt mit ein. Dann geht die Falltür auf, und der Jude Süß-Oppenheimer stirbt. Der Film endet mit den Worten: „Perhaps one day the walls will crumble like the walls of Jericho, and all the world will be one people.“

## Produktion

### Vorgeschichte und Produktionshintergründe
Nach der Machtergreifung durch die Nationalsozialisten in Deutschland 1933 gab es unter Großbritanniens Produzenten sporadisch Versuche, gegen den staatlich geförderten Antisemitismus der Regierung Adolf Hitlers anzusteuern. Bereits 1933 hatte der deutschstämmige Produzent Julius Hagen für die Twickenham Film Studios den Film The Wandering Jew herstellen lassen. Für die Hauptrolle konnte der aus Deutschland seiner jüdischen Ehefrau zuliebe ausgewanderte Filmstar Conrad Veidt gewonnen werden. Dieser Film erlebte seine Uraufführung am 20. November 1933 in London. Während dieser philosemitische Streifen erwartungsgemäß im Dritten Reich nicht gezeigt werden durfte, lief er in Österreich 1934 unter dem Titel Ahasver, der ewige Jude an.
Noch 1933 ging in London mit „Jew Süss“, so der Originaltitel, ein weiterer projüdischer Film in Planung – erneut mit Veidt in der Titelrolle –, nachdem bereits 1929 Feuchtwangers Vorlage als Bühnenstück erstmals in London aufgeführt worden war. Der Emigrant Heinrich Fraenkel, am Drehbuch beteiligt, schrieb dazu in seinem Erinnerungsbuch „Unsterblicher Film“: „Ich arbeitete im Sommer 1933 […] am Drehbuch von „Jew Süss“, also der Verfilmung von Lion Feuchtwangers Roman Jud Süß. Für die Titelrolle wollten wir Conrad Veidt, die Idealbesetzung für die von Feuchtwanger dem historischen Vorbild nachgestaltete Figur einer sehr imposanten und ehrgeizigen Persönlichkeit, in vielen Facetten schillernd und zutiefst ein zwiespältiger und unglücklicher Mensch, der im Gram um den durch die eigene Hoffart verschuldeten Tod seines Kindes seine echte Würde findet. Wir wussten, dass Connie sehr begierig war, den „Süß“ zu spielen, aber wir wußten auch, daß gerade diese Rolle ihm Hitlers und Goebbels’ Todfeindschaft eintragen würde. Für ihn bedeutete die Entscheidung nichts weniger als das Ende seiner deutschen Filmkarriere“.
Anfang 1934 ging Jud Süß schließlich in Produktion. Von den Dreharbeiten berichtete der Observer in seiner Ausgabe vom 7. Januar 1934 und Picturegoer Weekly am 3. Februar 1934. Die Produktionskosten beliefen sich auf rund 100.000 £.
Pamela Ostrer, die Darstellerin der Jüdin Naomi und spätere Ehefrau von James Mason, gab hier 18-jährig ihr Filmdebüt und heiratete wenig später den Jud-Süß-Chefkameramann Roy Kellino.
Neben Hauptdarsteller Veidt waren aus Deutschland auch der Schauspieler Paul Graetz, der Filmarchitekt Alfred Junge und Günther Krampf in seiner Funktion als einfacher Kameramann unter Leitung Roy Kellinos an Jud Süß beteiligt.
1940 inszenierte Veit Harlan eine virulent antisemitische, berüchtigte Version unter demselben Titel. Dabei kopierte er viele Szenen, deutete die Handlung allerdings im antisemitischen Sinn um.

### Veröffentlichung
Die Uraufführung von Jud Süß war am 4. Oktober 1934 im Londoner Tivoli-Filmtheater und wenige Stunden später am selbigen Tage in New Yorks Radio City Music Hall sowie (ebenfalls am 4. Oktober) in Toronto. Während der Film in Deutschland auf den Index geriet, erlebte Jud Süß ebenfalls im Oktober 1934 seine deutschsprachige Erstaufführung in Wien. Die Österreichische Film-Zeitung widmete dem Film in ihrer Ausgabe vom 20. Oktober 1934 eine Besprechung. Weitere deutschsprachige Publikationen, die den Film besprachen, waren durchgehend Exilblätter: so das in Prag erscheinende „Die Kritik“ (Oktober 1934) und das „Pariser Tageblatt“ (Dezember 1934).

## Kritik
Der Rezensent Pem – jüdischer Abstammung und seit 1933 im Exil in Österreich – hatte in seiner Besprechung im Der Morgen Wiener Montagblatt im Oktober 1934 nicht viel für den Film übrig: „… die Distanz der Engländer zu dem Roman Feuchtwangers ist so objektiv, daß nur die Handlung aus der Geschichte als Gerüst übrig geblieben ist – ohne die menschlichen Motivierungen. Jud Süss pendelt zwischen zweideutigem Schurkentum und klarem Kämpfer für Freiheit und Gleichheit; fast könnte dieser Film auch in Deutschland laufen. Rassenfragen als Konjunktur, Gesinnung mit Rücksichtnahme – das geht nicht! Erst am Schluß gelingt es dem Regisseur Lothar Mendes, dank herrlicher Tonregie, eindeutig zu werden und schmerzlich anzuklagen. Conrad Veidt ist nobel und einfach in seinen Mitteln und im ganzen ein wunderbar menschlicher Schauspieler geworden – jenseits einstiger Dämonie. Neben ihm Paul Graetz, der einst im Zwischenreich in Berlin unbeschäftigt blieb und nun eine einzigartige Charakterstudie bietet – ein Gewinn für den englischen, für jeden Film.“
Der Kritiker Erich Kaiser besprach Jud Süß unter dem Pseudonym Emile Grant ausführlich. Im Pariser Tageblatt ist zu lesen: „Auch im Film muß notwendigerweise vieles in der Andeutung stecken bleiben, was der Dichter in seine Figuren hineingeheimnist hat. So kommt die kabbalistische Sphäre um den Rabbi van der Straaten nicht genügend zum Ausdruck.“ Weiters heißt es: Mendes „packt in diesem British-Gaumont-Film das im Roman breit ausgesponnene und in vielen Nebenhandlungen aufgelöste Thema mit fester Hand an und führt es auf sein Leitmotiv zurück: das Schicksal des jüdischen Menschen, der herrschen will, aber kraft nur ihm eigener seelischer Bindungen, die ihn zu ganz bestimmten Handlungen zwingen, der Aufgabe nicht gewachsen ist. […] Für Conrad Veidt ist kein Lob zu hoch. Er erfaßt die Gestalt des Jud Süss bis in ihre tiefsten Tiefen. Er ist Herrscher und Beherrschter, liebender Vater und Geliebter der Frauen, gläubiger Jude und Kavalier des 18. Jahrhunderts zugleich. Sein Lächeln verführt, und seine kluge Stirn birgt gefährliche Gedanken. Neben ihm als Gegenstück der Ghettojude Landauer, dem Paul Graetz ein unheimliches Leben gibt.“
Heinrich Fraenkel schrieb in Unsterblicher Film über das fertige Filmprodukt: „Im Gegensatz zu dem einige Jahre später von Goebbels veranlaßten Film gleichen Titels handelt es sich hier um den Versuch, aus der in vielen Fazetten schillernden Persönlichkeit der Titelfigur den Menschen zu gestalten, der erst durch tiefes, selbstverschuldetes Leid geläutert wird.“
Das große Personenlexikon des Films nannte in der Biografie von Lothar Mendes den Film eine „beachtliche[n] Version“ des Feuchtwanger-Romans.